# Rambler-Rose
Die Rambler-Rosen, von englisch ramble – umherschweifen, sind eine relativ junge Entwicklung in der Rosenzüchtung, die es seit Anfang des 19. Jahrhunderts gibt. Durch Einkreuzung der chinesischen Büschel-Rose (Rosa multiflora) und Rosa wichuraiana entstand eine Gruppe von kletternden Rosen, die mit langen, weichen und biegsamen Trieben ohne Klettergerüst an tragfähigen Bauteilen und Bäumen bis zu 10 m hoch ranken und mit Blütenbüscheln aus kleineren, wildrosenartigen Blüten eine überreiche Wirkung entfalten. Ohne Rückschnitt und Pflege sind sie geeignet, in naturnahen Gärten sich selbst überlassen zu bleiben. Die meisten Sorten von Rambler-Rosen blühen einmal im Jahr und tragen viele Hagebutten.
Im Gegensatz zu Kletterrosen sind Rambler-Rosen in Deutschland noch nicht sehr verbreitet.

## Sorten (Auswahl)
- Albertine, 1921, korallenrot
- Apple Blossom, 1932, hellrosa
- Bobbie James, 1961, weiß, einmalblühend
- Félicité et Perpétue, Jacques 1828, weiß
- Ghislaine de Féligonde, 1916, gelb – lachsfarben
- New Dawn, 1930, weiß-rosa, Weltrose
- Rambling Rector, Hill 1912, weiß
- Tausendschön, 1906, rosa
- Veilchenblau, 1909, lavendelfarben – purpur

## Galerie

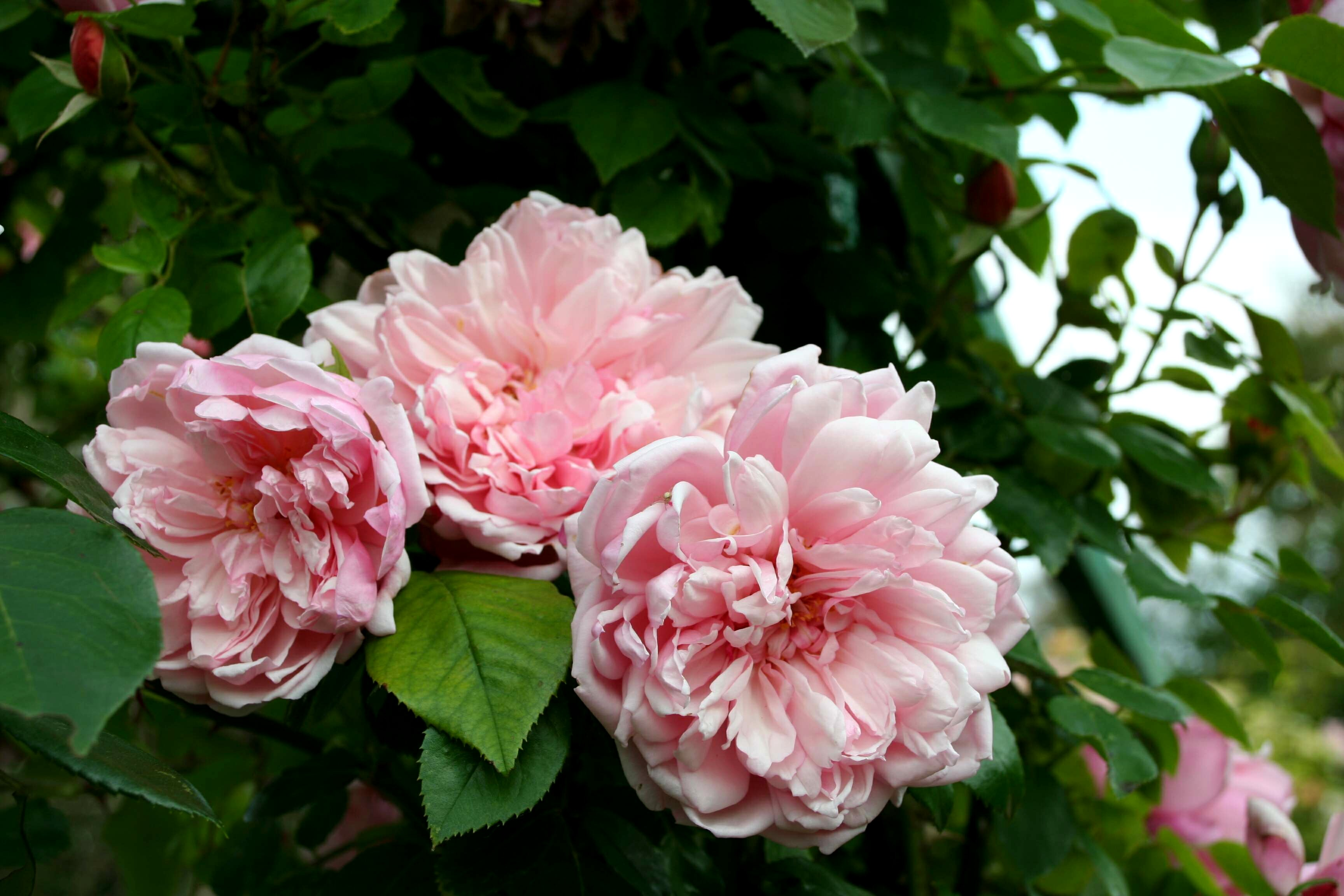
Rose 'Albertine'
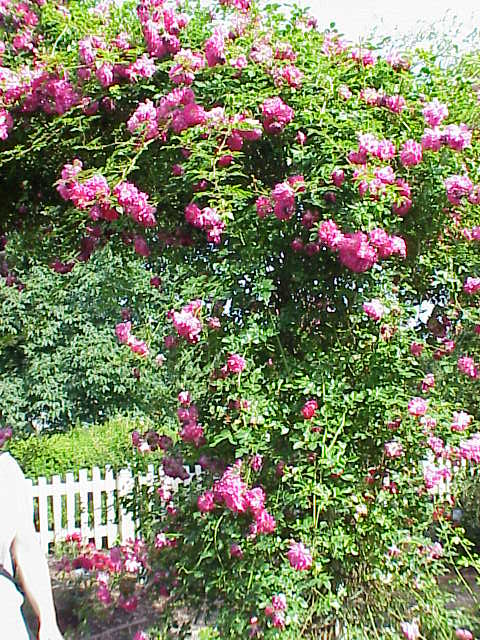
Rose 'Alexandre Girault'
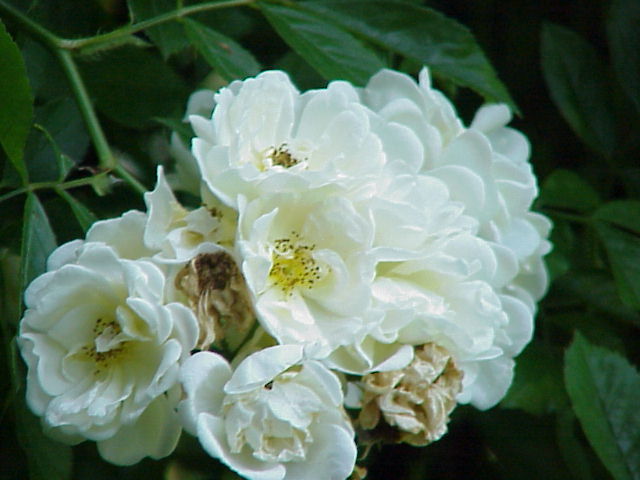
Rose 'Goldfinch'
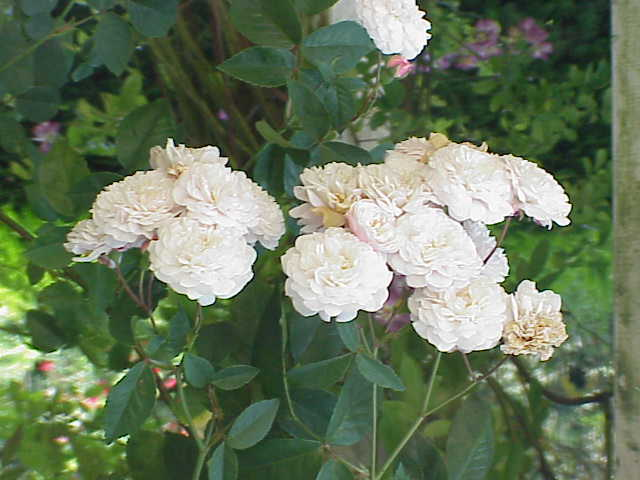
Rose 'Félicité et Perpétue'
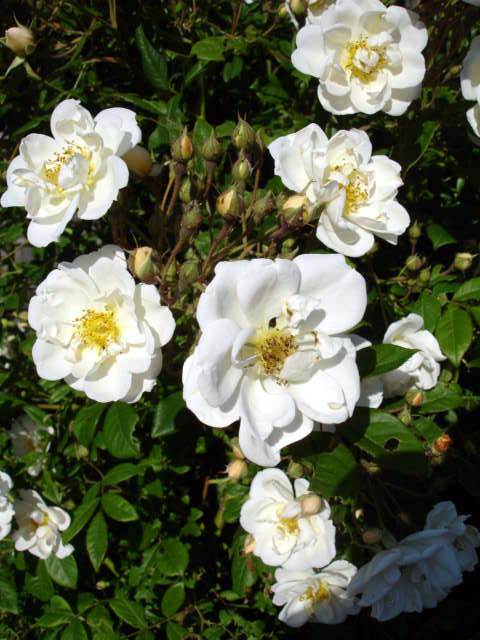
Rose 'Lykkefund'
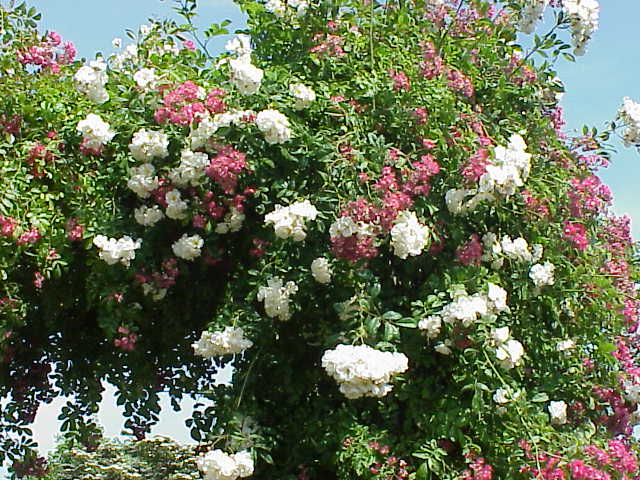
Rose 'Maria Lisa'
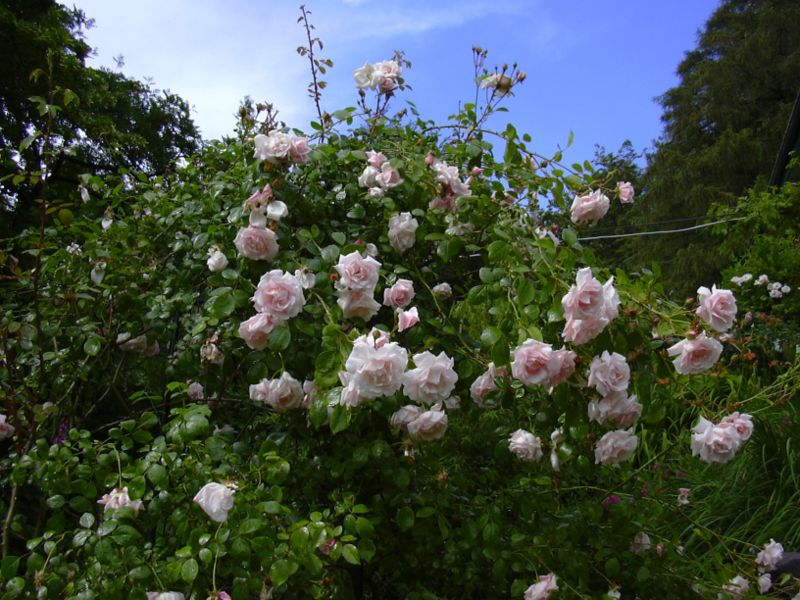
Rosa 'New Dawn'
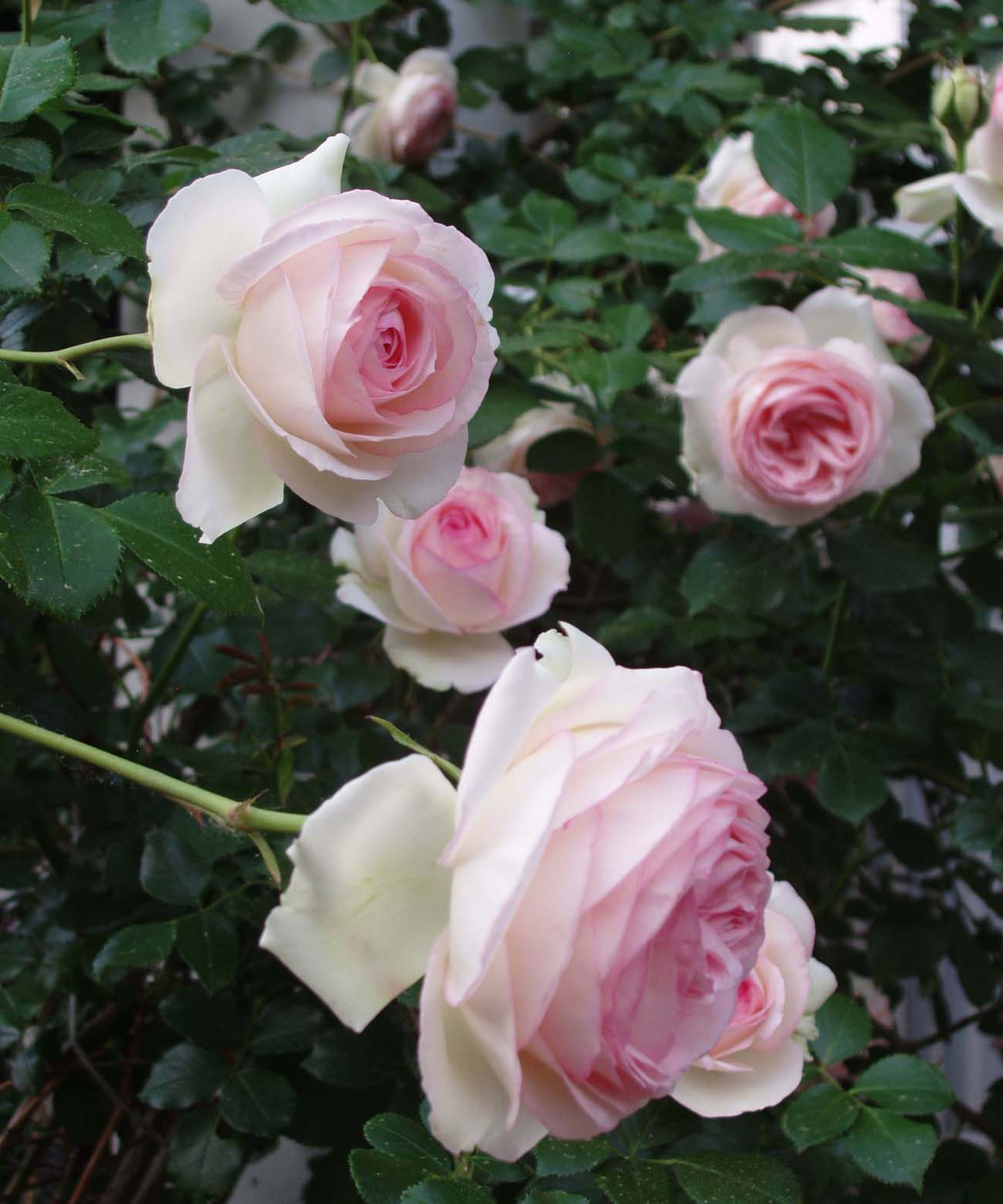
Rosa 'Pierre de Ronsard'
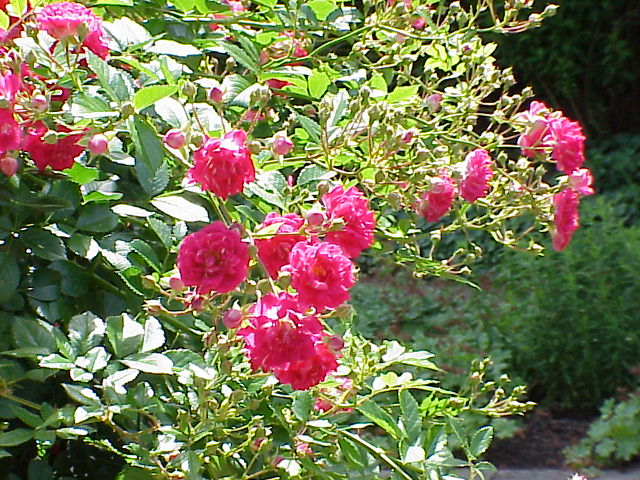
Rose 'Super Excelsa'
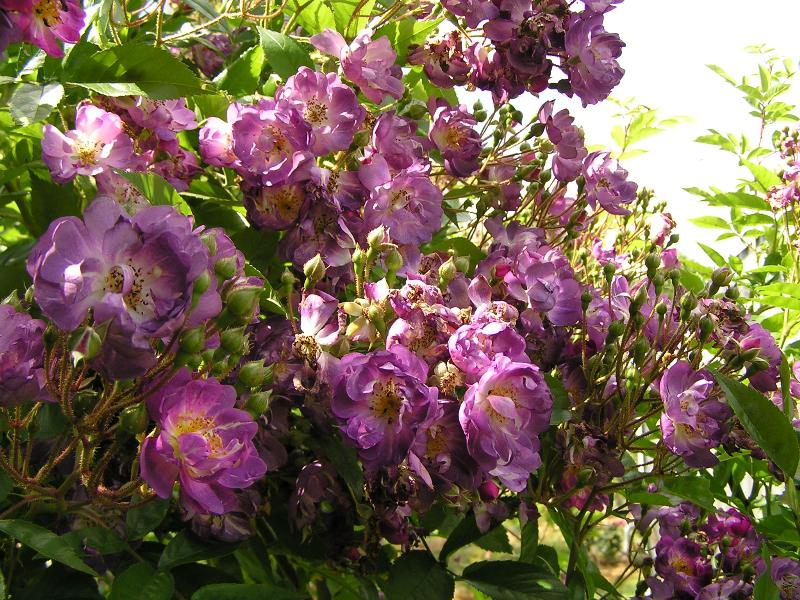
Rose 'Veilchenblau'
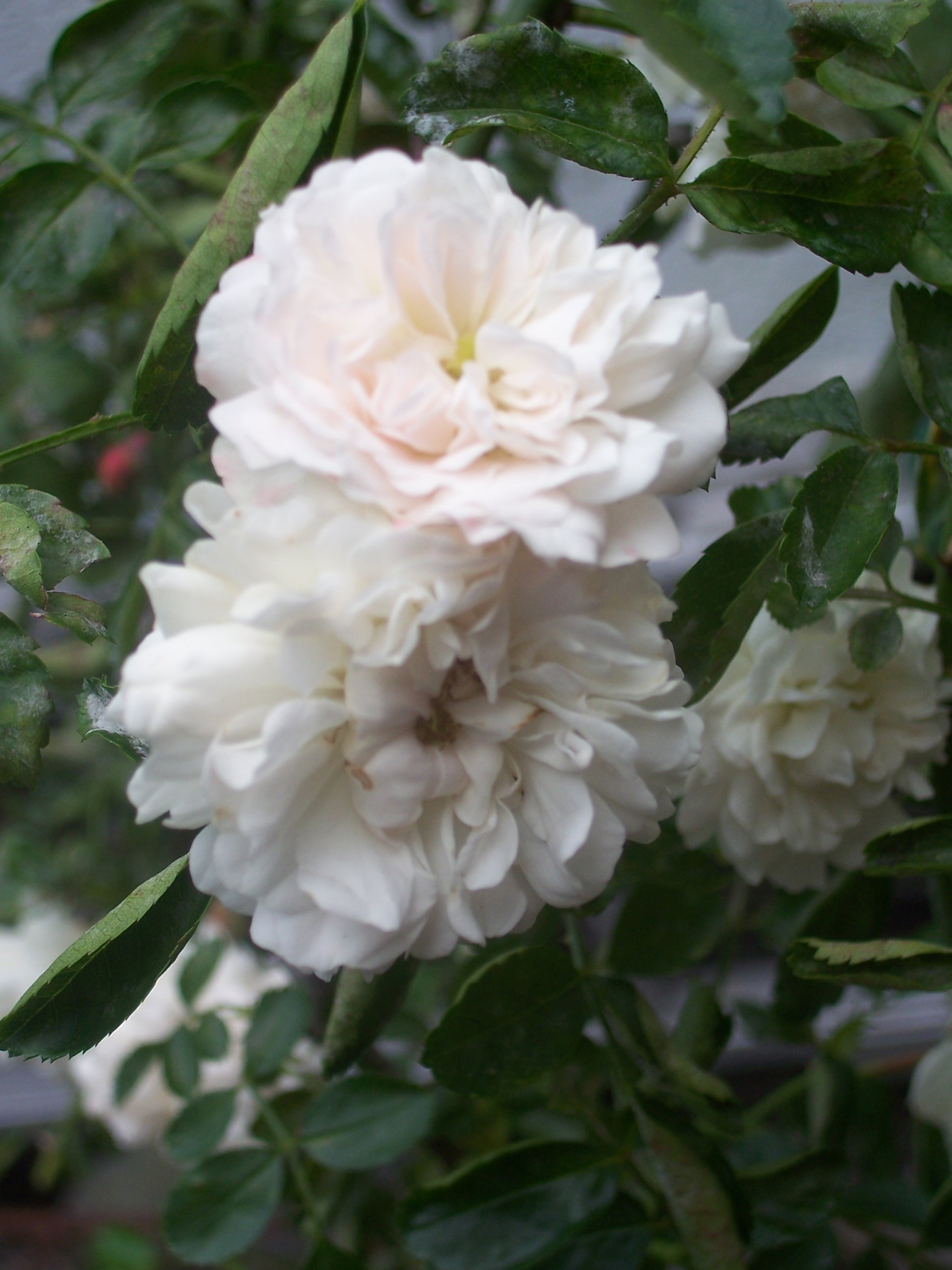
Rose 'White Dorothy'